# Luther (månkrater)
För andra betydelser, se Luther (olika betydelser).
Luther är en nedslagskrater på månen. Luther har fått sitt namn efter den tyske astronomen Robert Luther.
Kratern har en diameter på ungefär 9 km.

## Satellitkratrar
| Luther | Latitud | Longitud | Diameter |
| ------ | ------- | -------- | -------- |
| H      | 36.0° N | 22.8° Ö  | 7 km     |
| K      | 37.5° N | 23.3° Ö  | 4 km     |
| X      | 36.1° N | 24.3° Ö  | 4 km     |
| Y      | 38.1° N | 24.4° Ö  | 4 km     |